# Tornbergs klocka

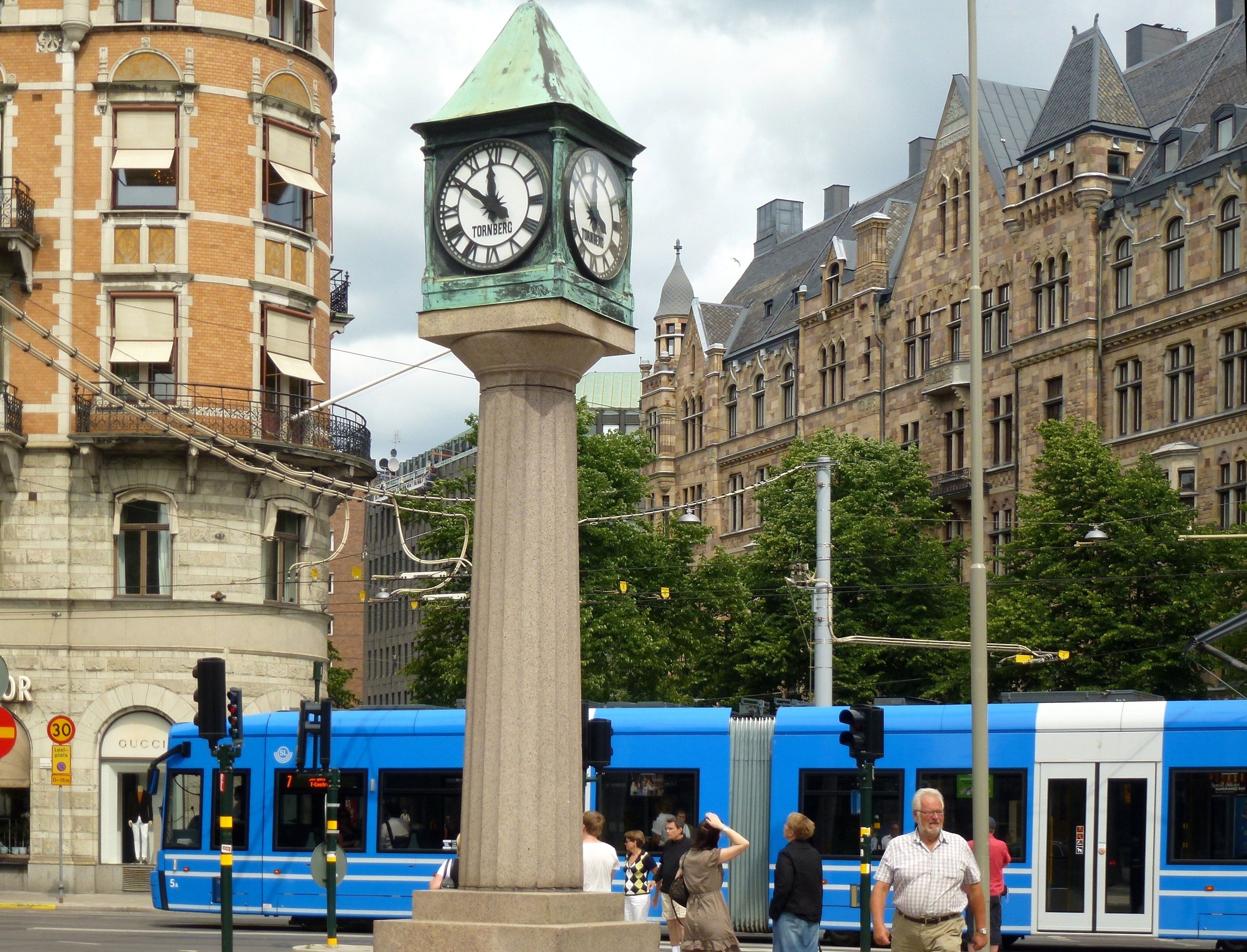
"Tornbergs ur" på Nybroplan i juli 2012.

Tornbergs klocka (även Tornbergs ur) kallas det ur som står på en pelare på Nybroplan utanför Dramatiska teatern i centrala Stockholm. Det fanns emellertid tre klockor med detta namn, som tillverkades av F.W. Tornbergs urfabrik och urhandel, varav två finns kvar. F.W. Tornbergs huvudkonkurrent i branschen var Linderoths urfabrik med lokaler vid Drottninggatan 28.

## Fler ur

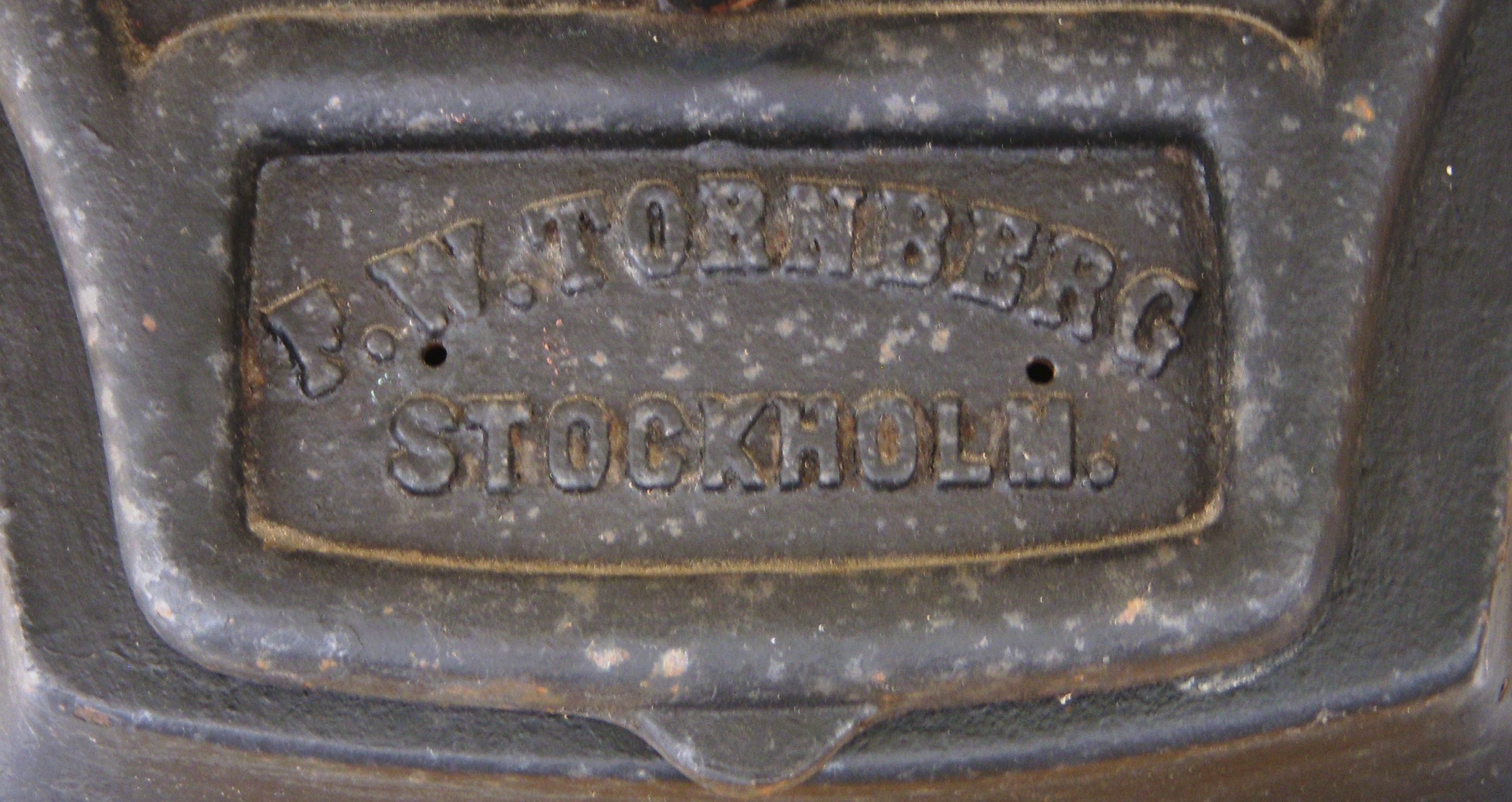
Firmaskylt på äldre stationsur.

Benämningen "Tornbergs ur" användes för det ur som sedan 1873 hängde utanför Tornbergs urmakeri med adressen Regeringsgatan 1, i den byggnad som inrymde Hotell Rydberg. I samband med att Hotell Rydberg revs år 1914 inför bygget av Skandinaviska Kreditaktiebolagets bankpalats flyttade urmakeriet ett kort stycke till Regeringsgatan 6, där också uret hängdes upp. Där hängde det kvar till dess urmakeriet lades ner 1973.
Det andra uret är monterat på en dorisk kolonn och placerades på Nybroplan 1916. Enligt ett avtal med Stockholms drätselnämnd skänkte urmakare Tornberg själva urverket till staden med villkor att hans namn skulle stå på urtavlan . En form av sponsring således. Uret togs i bruk år 1916, och har under årens lopp flyttas något. Kolonnen till uret på Nybroplan höggs av stenhuggaren Anton Söderquist på Vätöbergs stenhuggeri. Nuvarande urverket drivs elektriskt och installerades av törebodaföretaget Westerstrand & Söner.
Ytterligare ett "Tornbergs ur" finns i Östermalms saluhall. Uret sitter mitt på norra långväggen och kom upp 1888, samtidigt med att hallen byggdes. Konkurrenten Linderoths urfabrik hade ett av sina ur i gamla Hötorgshallen som försvann när hallen revs 1953.

### Centralens "gamla klocka"
Det fanns även ett "Tornbergs ur" på biljetthallen utanför Stockholms Central som tillverkades på 1910-talet. På 1920-talets slut flyttades klockan in i den stora vänthallen och monterades ovanpå resgodskiosken. Klockan har urtavlor på tre sidor och tiden visas både med romerska (I–XII) och arabiska siffror (13–24). Klockans topp kröns av ett bevingat järnvägshjul (SJ:s logo). I samband med ombyggnaden av Centralens vänthall på 1950-talet togs klockan ner och flyttades till Järnvägsmuseets gamla lok- och vagnhall vid Tomteboda. Där fanns den till 1983 då den skänktes av SJ till Postverket, som återmonterade den utanför Tomteboda postterminal i Solna kommun.
Även den, liksom klockan på Nybroplan, står på en pelare i dorisk ordning. Under 2012–2013 renoverades klockan av metallrestauratorn Cai Zetterström och flyttades till Centralplan utanför Stockholms Central där den återinvigdes den 23 oktober 2013, nu med förgyllda vingar. Den klockan som fram till 1952 stod utanför Centralen är inte identisk med den som finns där idag. Det är bara kolonnen som återanvändes. Under kolonnen placerades en tidkapsel innehållande dokument om Centralens senaste ombyggnad.

### Tornbergs klockor (uval)

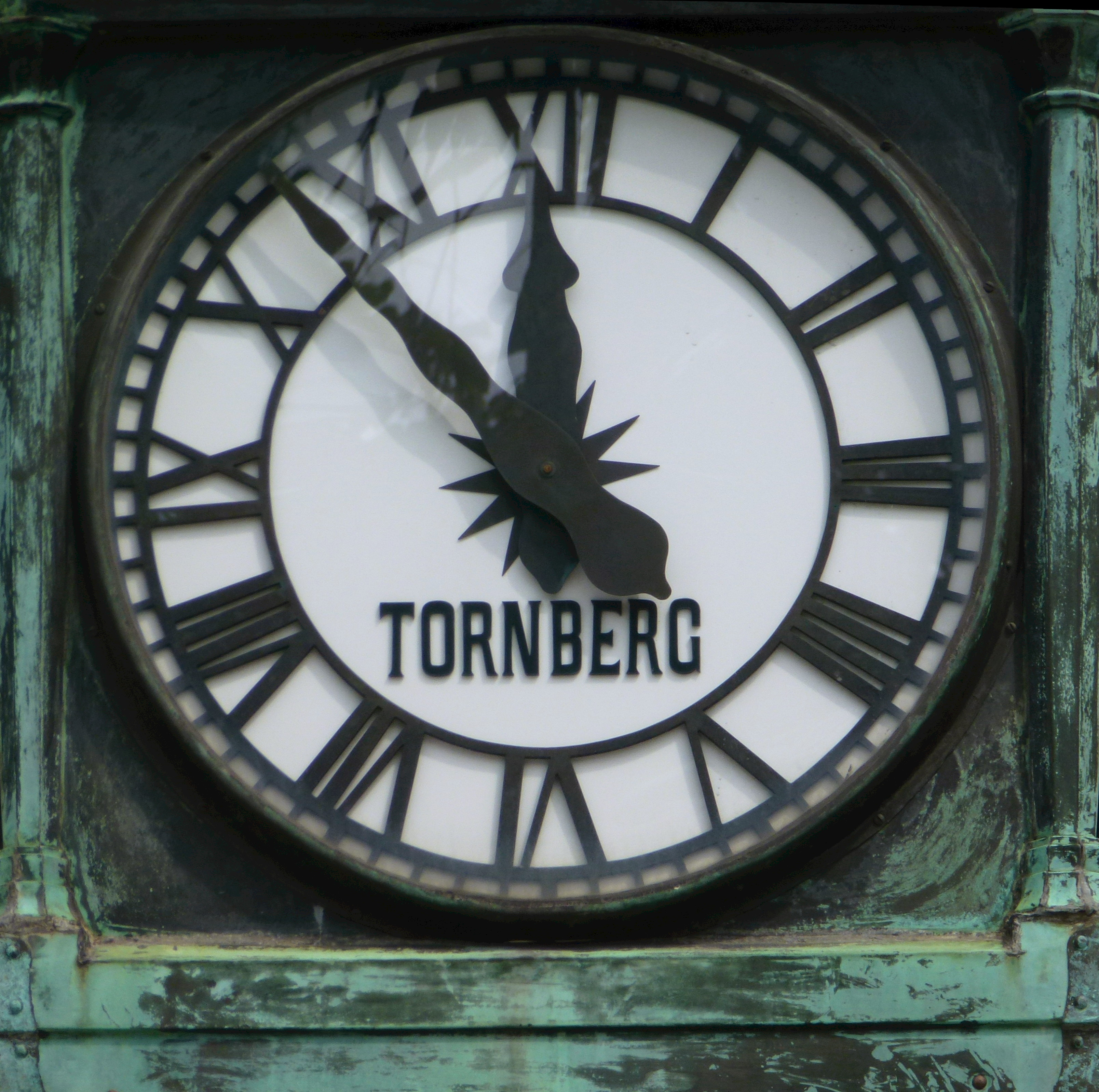
Klockan på Nybroplan
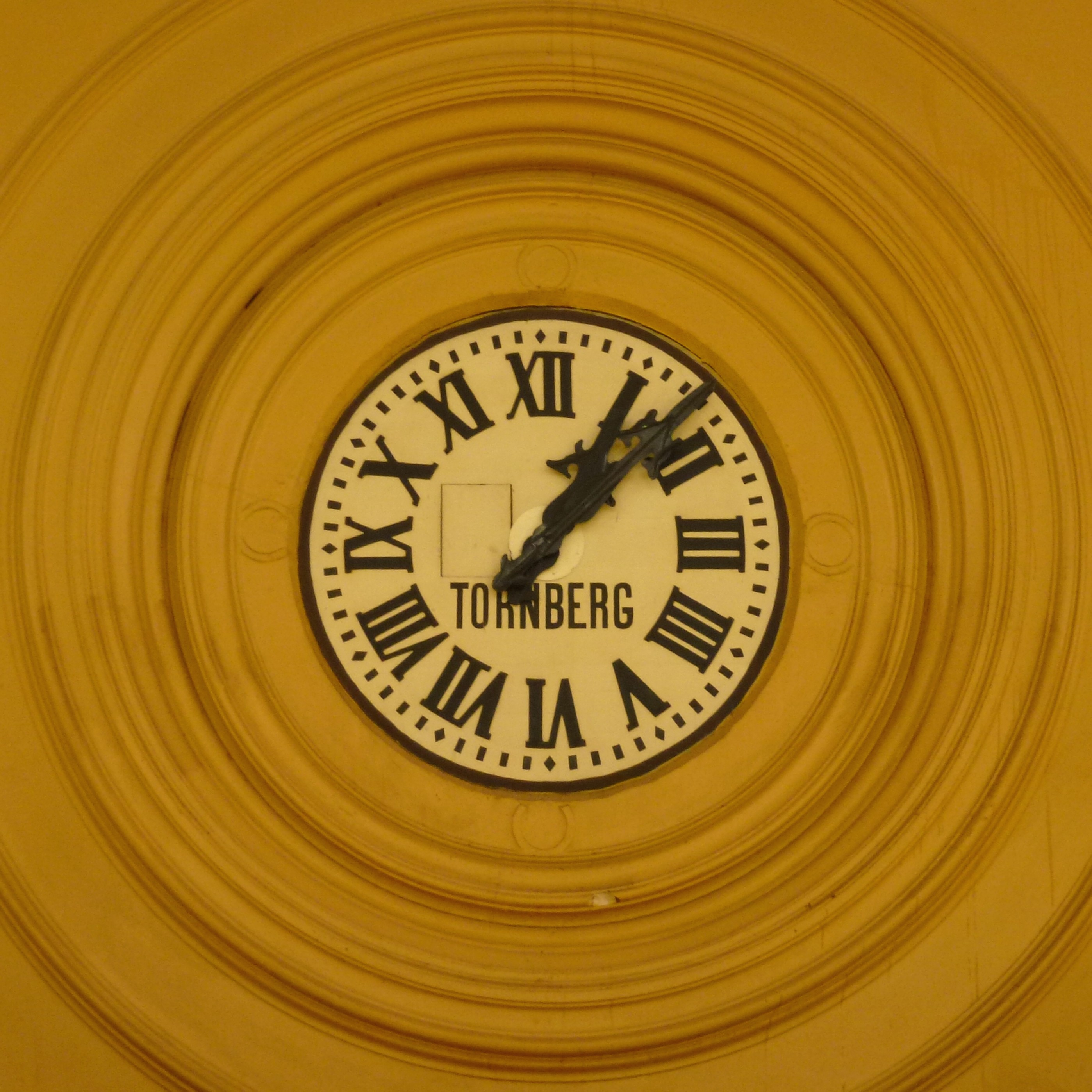
Klockan i Östermalmshallen
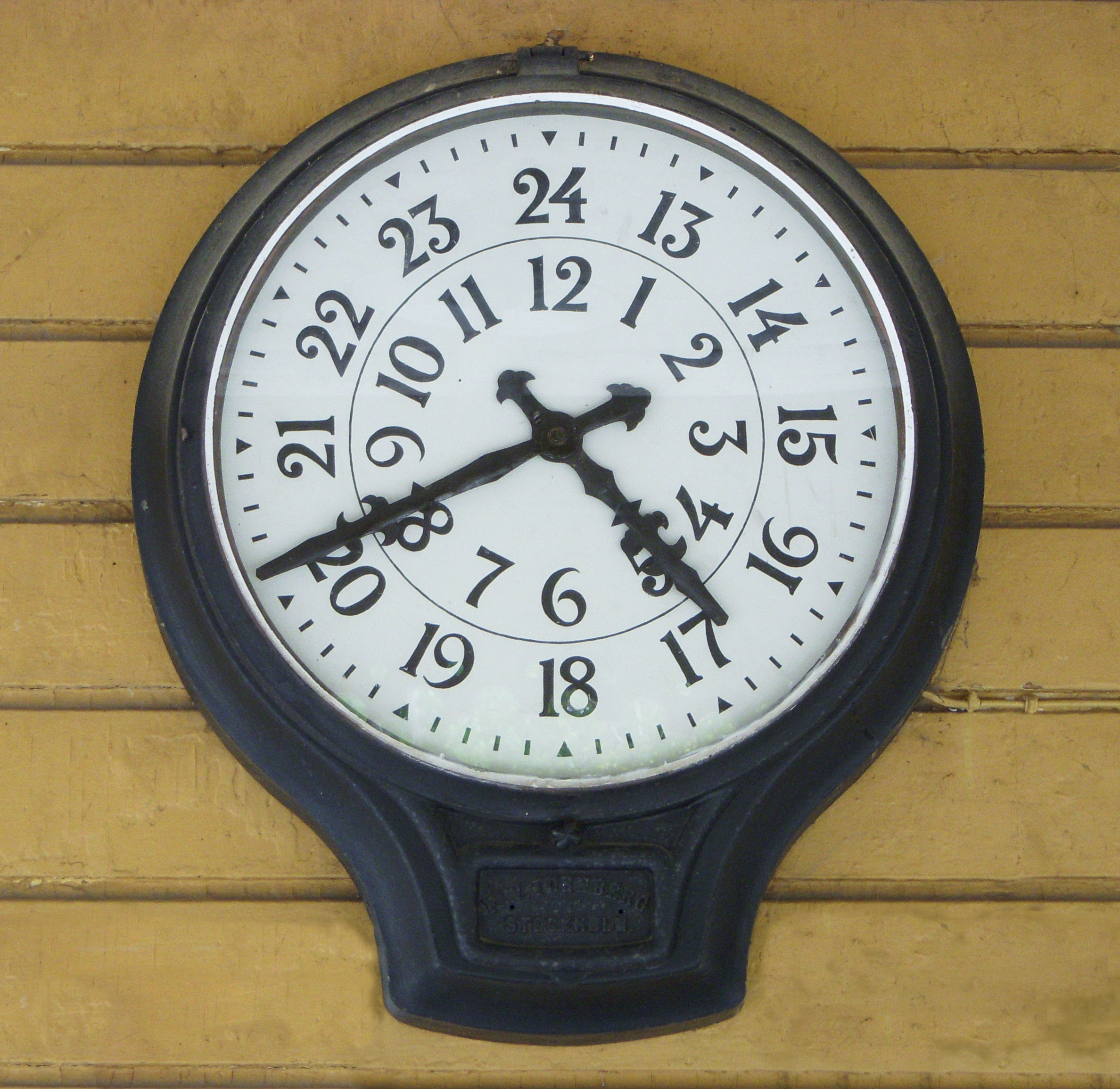
Stationsur Läggesta Nedre
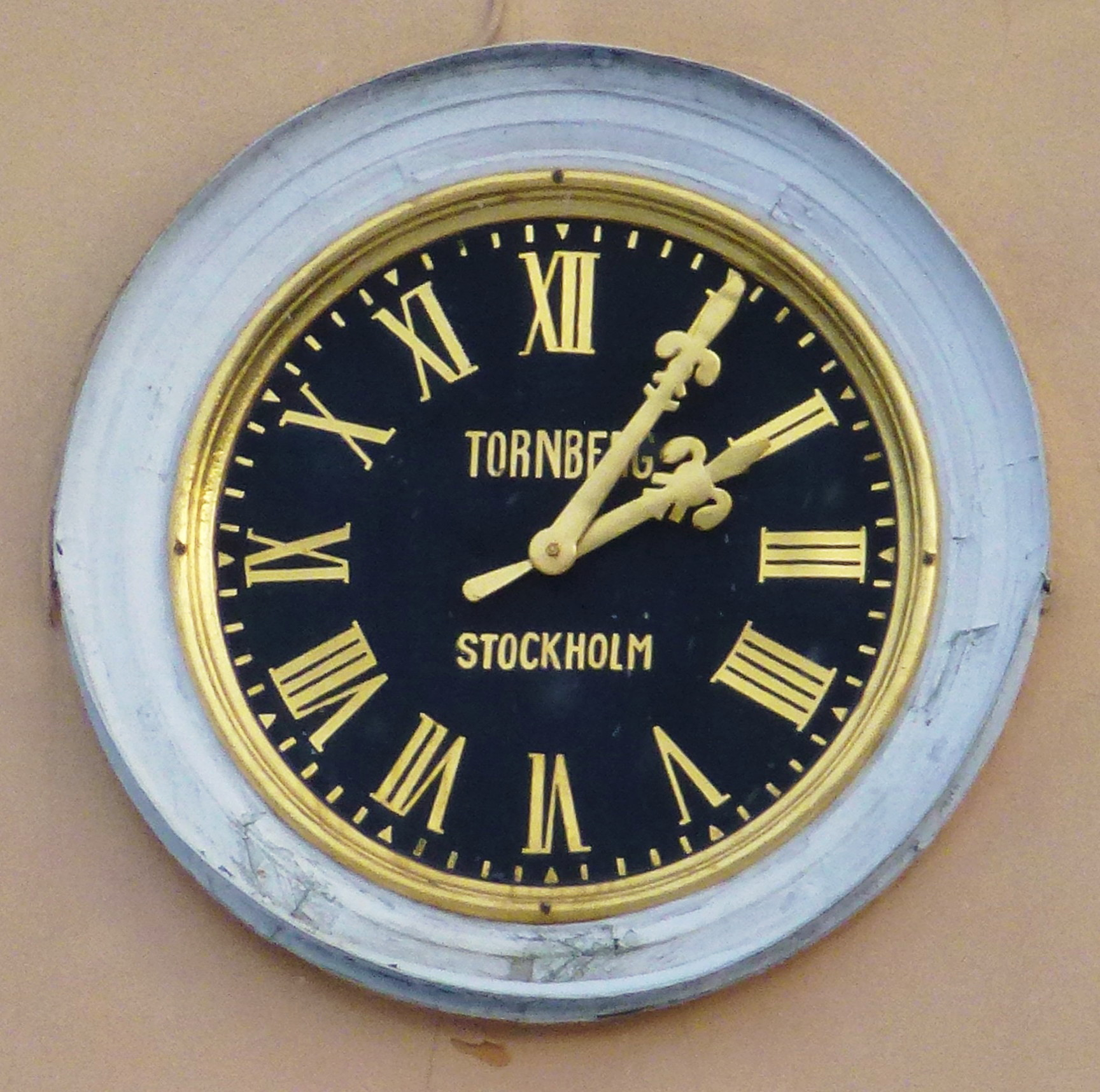
Klockan på Svalnäs gård

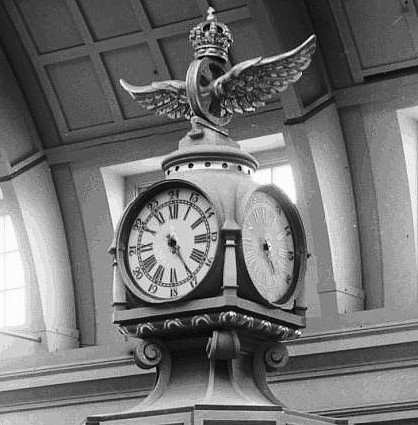
"Centralens gamla klocka" på resgodskiosken, sent 1920-tal
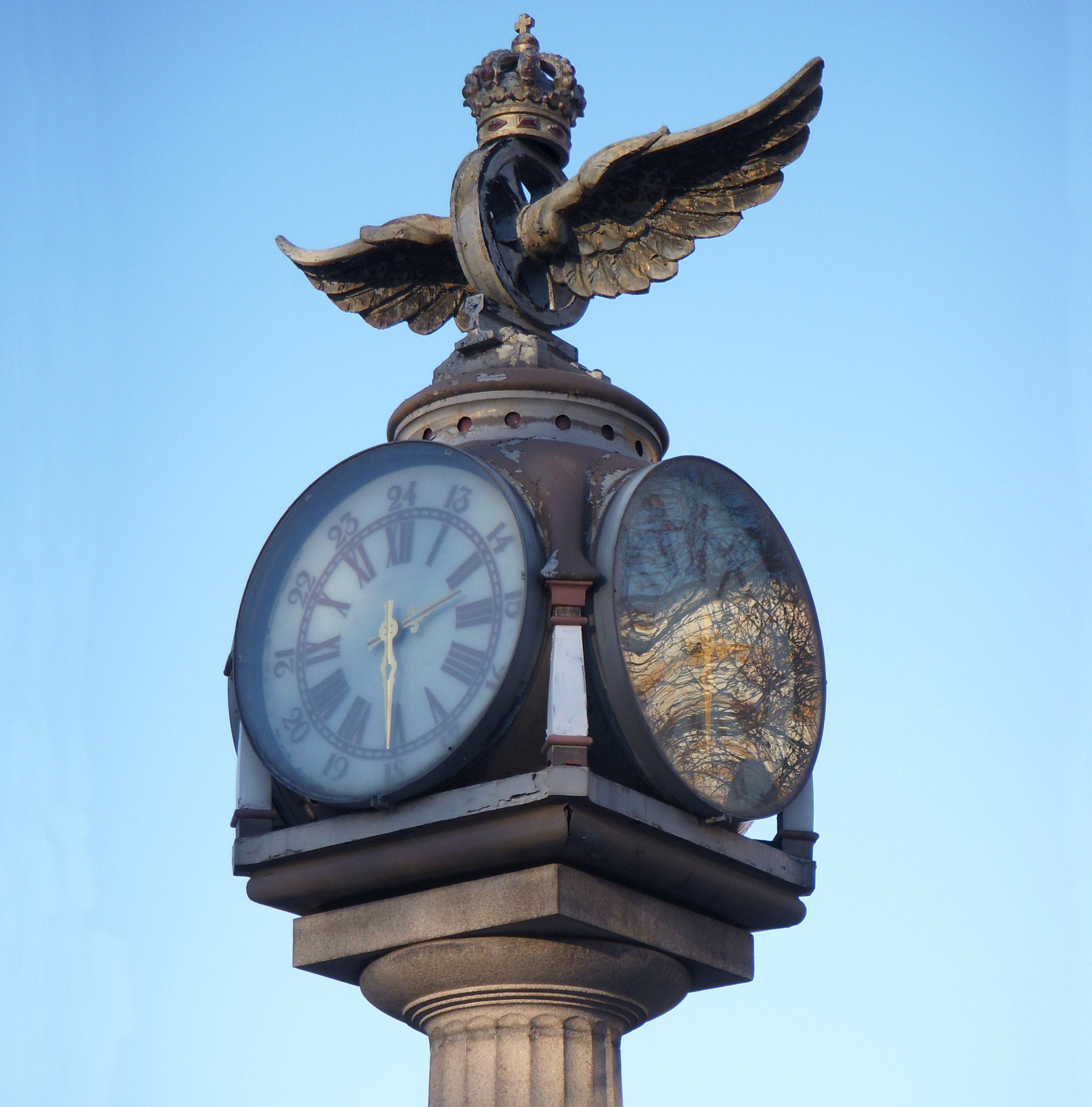
"Centralens gamla klocka" utanför Tomteboda postterminal i februari 2009
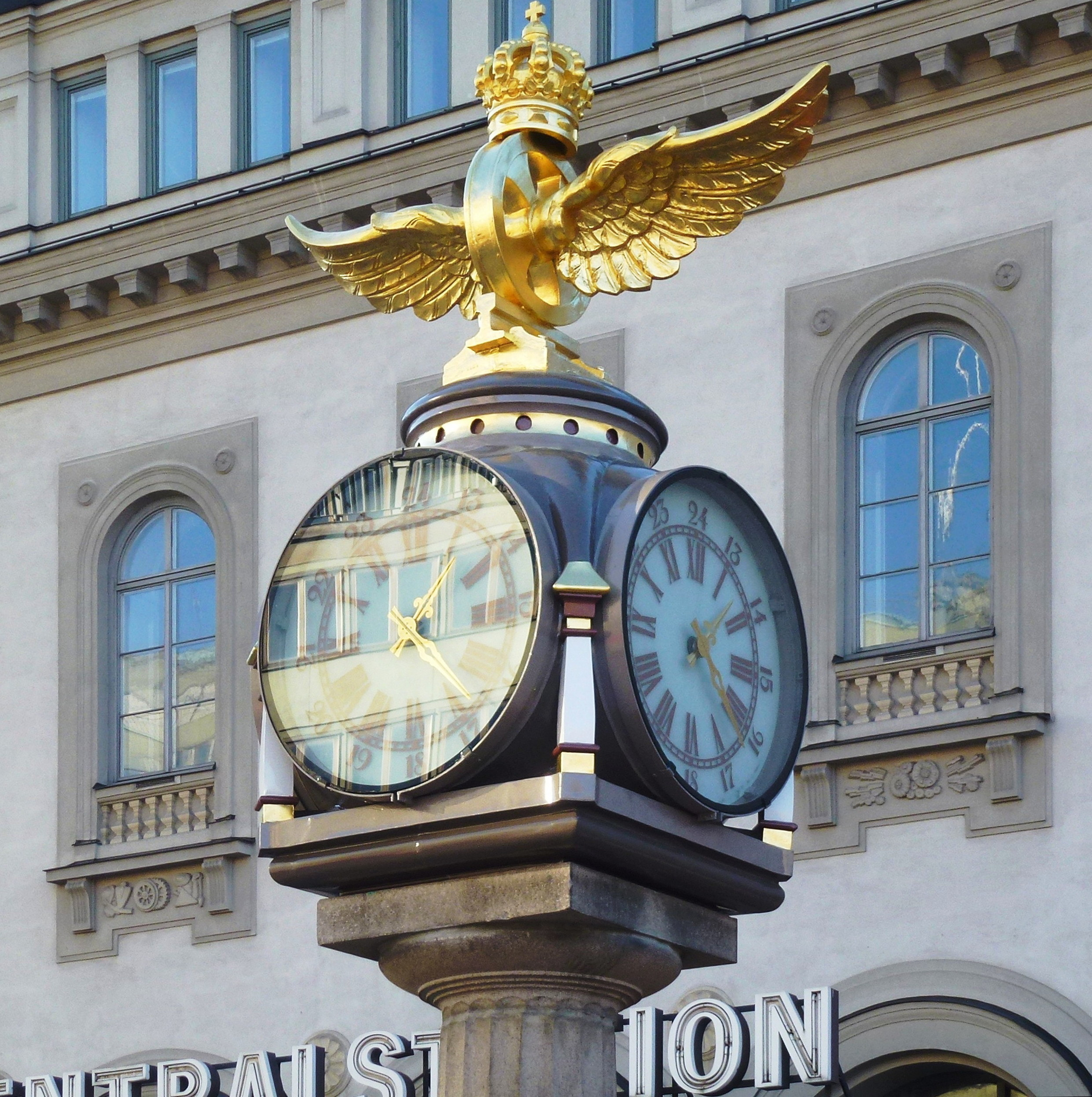
"Centralens gamla klocka" efter renovering på Centralplan, oktober 2013

I Finland finns ett ur av Tornberg bevarat i Rådhuset i Kristinestad. Det är kvar på sin ursprungliga plats och har kvar sin mekanik.

## Uren i kulturen
Det har länge varit en så kallad faktoid i Stockholm att det skulle röra sig om ett och samma ur. Det framgår till exempel av följande lilla historia: "Hur gick det till när man flyttade Tornbergs klocka?" - "Det var enkelt, först gick två stadsbud. Sedan kom klockan, den gick efter som vanligt". I litteraturen har båda uren omnämnts som mötesplatser, vilket också stött föreställningen om att de är en och samma klocka. Här syns uret på sin ursprungliga plats på Gustav Adolfs torg innan det flyttades till Regeringsgatan 6 år 1914. På bilderna nedan syns också tydligt att det rör sig om två helt olika ur.
- I Hjalmar Söderbergs båda romaner Doktor Glas och Förvillelser omnämns uret som mötesplats på Gustav Adolfs torg:

"Jag [doktor Glas] hade stämt möte med Markel vid Tornbergs klocka. Jag kände mig lätt och fri, föryngrad, förnyad, liksom tillfrisknad från en sjukdom." (Doktor Glas, 1905)
"Han [Thomas Weber] var nu lika förvissad om att han skulle finna Hall på Gustav Adolfs torg, som om han hade stämt möte med honom där, under Tornbergs klocka." (Förvillelser, 1895)
- I Mats Wahls ungdomsbok Vinterviken från 1993 är det i stället stapeln på Nybroplan som blir mötesplats:

"Vi ska mötas vid klockan på Nybroplan. Jag har aldrig lagt märke till att det står nån klocka där, men hon säger att det gör det.
Mitt emot Dramaten vid busshållplatsen. Det står en klocka där. Vi kan väl träffas klockan sju. 
Så jag står och ser på klockan som är en kvart över sju och jag är orolig och tänker att hon glömt mig. Hon blir säkert bjuden till tre stora fester med smoking och vin varenda lördag. Gå på Grönan med en kille som har blåmärken över hela kroppen, vad kan det vara för henne?" (Vinterviken, 1993)
- I Ingmar Bergmans självbiografi Laterna Magica påstår regissören att 1968 års vänsterrörelse framfört kravet att "Dramaten borde brännas och att Sjöberg och Bergman lämpligen borde hängas i Tornbergs klocka på Nybroplan".[12]

## Historiska bilder

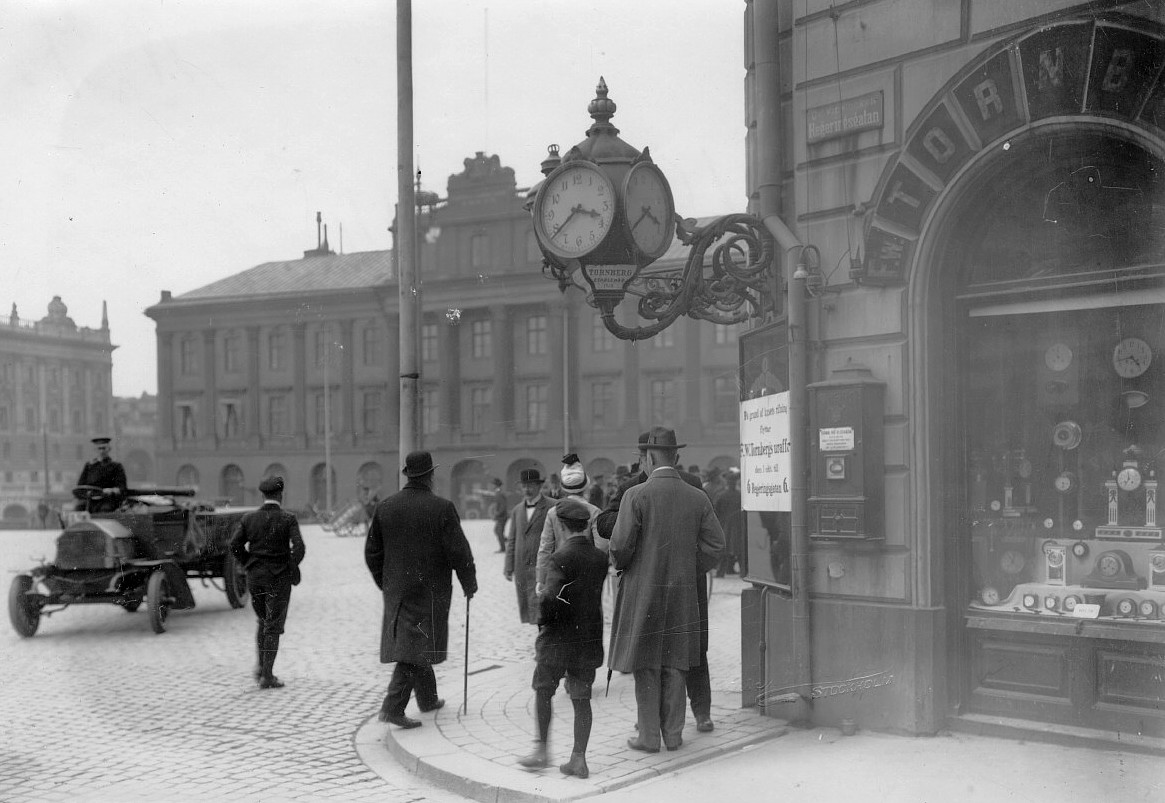
Gustav Adolfs torg, Tornbergs urhandel, 1914
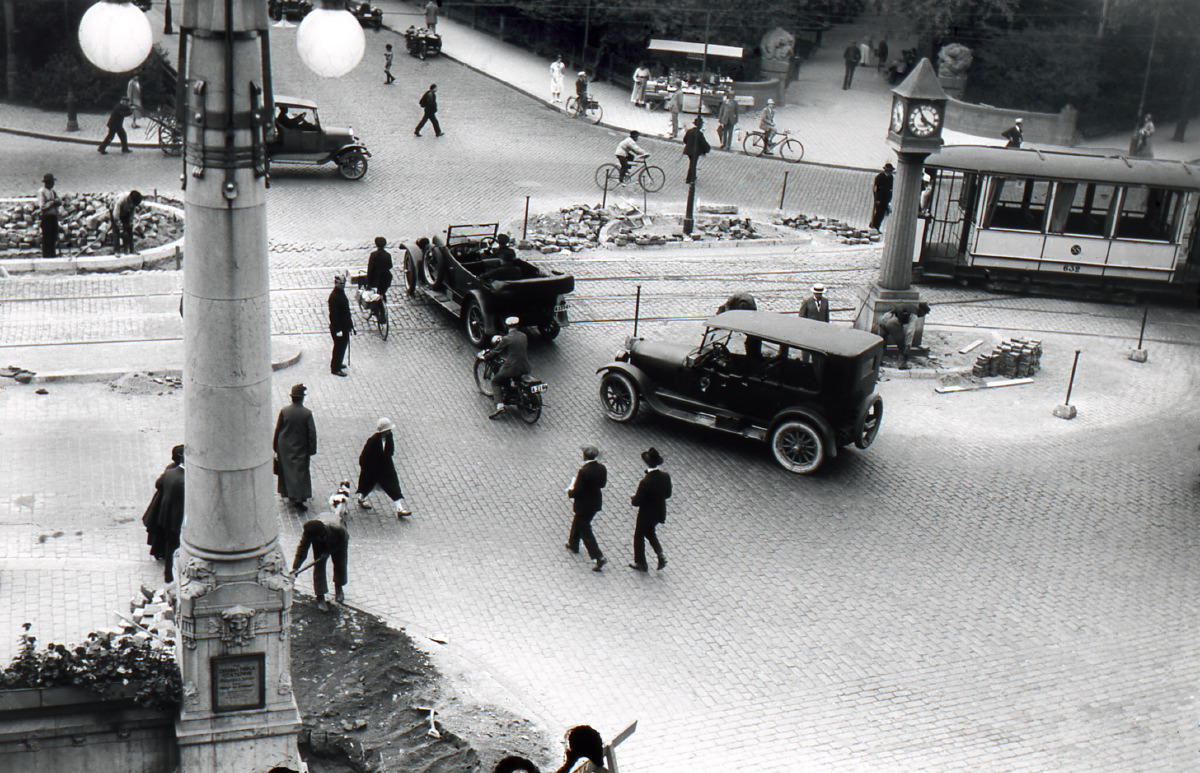
Tornbergs ur på Nybroplan, 1925
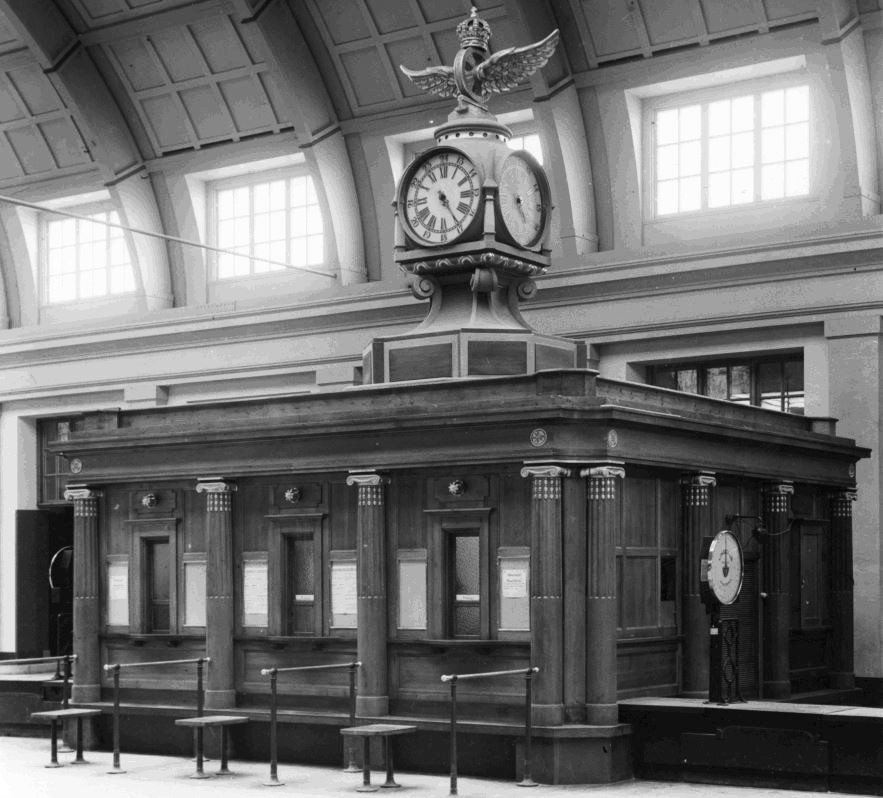
Tornbergs ur på resgodskiosken i Centralens vänthall, 1929
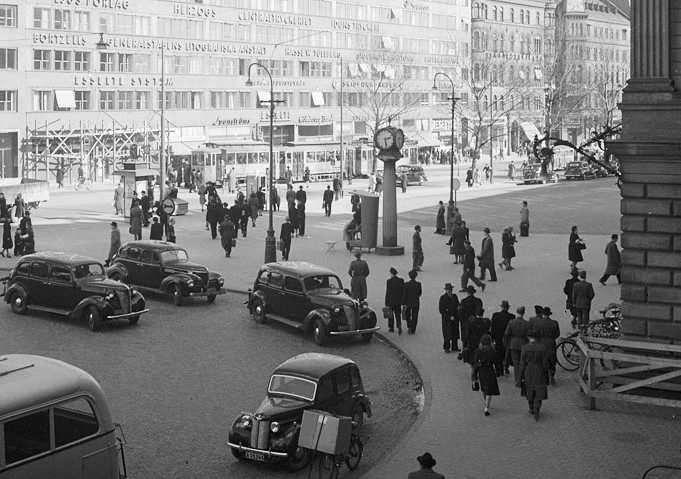
Tornbergs ur utanför Stockholms central, 1950